# Piove (ciao ciao bambina)
Chansons ayant remporté le Festival de Sanremo et chansons représentant l'Italie au Concours Eurovision de la chanson
Nel blu dipinto di blu
(1958) Romantica
(1960)
Piove (ciao ciao bambina) (« Il pleut (adieu, adieu fillette) » en italien) est une chanson interprétée et composée par le chanteur italien Domenico Modugno sur des paroles de Dino Verde (it).
Elle a été choisie pour représenter l'Italie au Concours Eurovision de la chanson 1959, qui se déroulait à Cannes, en France, après avoir remporté le Festival de Sanremo de 1959 (it).

## À l'Eurovision
Elle est intégralement interprétée en italien, langue nationale, comme le veut la coutume avant 1966. L'orchestre est dirigé par Eric Robinson.
Il s'agit de la troisième chanson interprétée lors de la soirée, après Birthe Wilke qui représentait le Danemark avec Uh, jeg ville ønske jeg var dig et avant Jacques Pills qui représentait Monaco avec Mon ami Pierrot. À l'issue du vote, elle a obtenu 9 points, se classant 6e sur 11 chansons,.

## Reprises et adaptations
Domenico Modugno a, outre l'italien, enregistré la chanson en allemand, en espagnol ainsi que dans une version bilingue italo-anglaise.
En 1959, Dalida a également enregistré la chanson en français sous le titre Ciao, ciao Bambina (paroles de Jacques Larue), ainsi qu'en allemand sous le titre Tschau, tschau Bambina.
La même année, la chanteuse franco-italienne Caterina Valente reprend la chanson en allemand sous le titre Tschau, tschau Bambina…!, version qui arrive en tête des hit-parades flamand, wallon et néerlandais ainsi qu'en 2e position au hit-parade allemand. Aux Pays-Bas, les versions et adaptations respectives de Willy Alberti, Aurelio Fierro et Umberto Marcato (it), arrivent en 1re position et Marino Marini et son quartet en 6e position du hit-parade néerlandais au cours de l'année 1959. La reprise par Bruno Martino est 8e au VG-lista, le hit-parade norvégien, en juin 1959.
En 1986, la chanson est reprise par le chanteur néerlandais André Hazes sous le titre Piove. En août, sa version arrive en 49e position au Nationale Hitparade néerlandais.
Sur la vague du succès de la chanson est sorti le film Adieu, ma chérie (Ciao, ciao bambina! (Piove)), réalisé par Sergio Grieco et sorti en 1959.

## Classements

### Classements hebdomadaires
| Classement (1959)                       | Meilleure position |
| --------------------------------------- | ------------------ |
| Allemagne (Media Control AG)            | 12                 |
| Belgique (Flandre Ultratop 50 Singles)  | 1                  |
| Belgique (Wallonie Ultratop 50 Singles) | 1                  |
| États-Unis (Hot 100)                    | 97                 |
| France (IFOP)                           | 14                 |
| Italie (Musica e Dischi)                | 1                  |
| Pays-Bas (Single Top 100)               | 1                  |
| Royaume-Uni (UK Singles Chart)          | 29                 |

| Classement (1959)                       | Meilleure position |
| --------------------------------------- | ------------------ |
| Allemagne (Media Control AG)            | 2                  |
| Belgique (Flandre Ultratop 50 Singles)  | 1                  |
| Belgique (Wallonie Ultratop 50 Singles) | 1                  |
| Pays-Bas (Single Top 100)               | 1                  |

#### Version de Dalida
| Classement (1959)                       | Meilleure position |
| --------------------------------------- | ------------------ |
| Belgique (Wallonie Ultratop 50 Singles) | 1                  |
| Québec                                  | 5                  |
| France                                  | 2                  |